# کاریک، کالیفرنیا
کاریک (به انگلیسی: Carrick) یک منطقهٔ مسکونی در ایالات متحده آمریکا است که در شهرستان سیسکیو، کالیفرنیا واقع شده‌است. کاریک ۰٫۱۵۲ کیلومتر مربع مساحت و ۱۳۱ نفر جمعیت دارد و ۱٬۰۶۶ متر بالاتر از سطح دریا واقع شده‌است.